# 1 Kozacka Dywizja Kawalerii

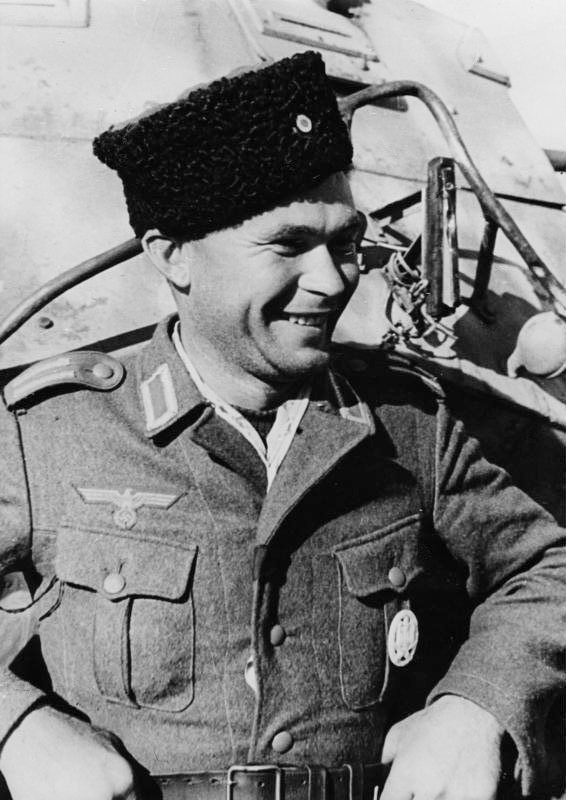
Kozak w służbie Wehrmachtu (1941)

1 Kozacka Dywizja Kawalerii (niem. 1. Kosaken-Kavallerie-Division, ros. 1-я Казачья кавалерийская дивизия) – kolaboracyjny związek taktyczny kawalerii złożony z Kozaków i Niemców podczas II wojny światowej.

## Historia
Pierwsze ochotnicze oddziały kawalerii kozackiej powstawały już od jesieni 1941 i składały się głównie z dezerterów i jeńców wojennych z Armii Czerwonej pochodzenia kozackiego, którzy zadeklarowali chęć walki po stronie III Rzeszy. Niemieckie dowództwo przyzwalało na to, gdyż oddziały te wykorzystywano do zadań wartowniczych i ochronnych, a także do akcji antypartyzanckich, przez co w dużym stopniu odciążały od tych zadań wojska niemieckie. Pierwsze próby sformowania kozackiej dywizji kawalerii pojawiły się w sierpniu 1942. Jednakże dopiero jesienią tego roku udało się majorowi Clausowi von Staufenbergowi, sprawującemu funkcję szefa II Wydziału Organizacyjnego Sztabu Generalnego armii niemieckiej, uzyskać zgodę Naczelnego Dowództwa Wehrmachtu na zorganizowanie z kozackich ochotników dużej jednostki wojskowej.

### Formowanie dywizji
Formowanie oddziałów kozackich u boku III Rzeszy a więc i 1 Kozackiej Dywizji Kawalerii ułatwiła publikacja: Das Kosakentum Instytutu SS w Wansee, wyłączająca Kozaków z grupy narodów słowiańskich. Przedstawicieli tych narodów naziści uznawali za podludzi. Na dowódcę 1 Kozackiej Dywizji Kawalerii 8 listopada 1942 został mianowany płk Helmuth von Pannwitz. Odpowiednio postępując i znając oprócz niemieckiego jedynie język polski, potrafił zjednywać sobie sympatię Kozaków. Jeszcze w 1942 założył on w Chersoniu obóz dla Kozaków i ich rodzin. Formowanie jednostki, z powodu klęski stalingradzkiej, rozpoczęło się dopiero od 21 kwietnia 1943 w Mławie, w obozie szkoleniowym z koszarami i z poligonem. Przybyło tam z Chersonia od 10 tys. do 15 tys. ochotników kozackich. Dołączyli do nich Kozacy skierowani z obozów jenieckich i obozów pracy na wschodzie. Ich rodziny zostały zakwaterowane w obozie w sąsiednim Mchowie.
Wiosną 1943 do Mławy przybyło kilka mniejszych oddziałów kozackich, a także pułk kawalerii kozackiej „Jungschulz” i pułk kawalerii kozackiej „Platow” oraz 600 Doński Kozacki Dywizjon Kawalerii i 1 Atamański Pułk Kozacki, mające za sobą ciężkie walki na froncie wschodnim. Trzon dywizji tworzył 600 Dywizjon Kawalerii dowodzony przez płk Iwana Kononowa. Pozostałe jednostki zostały rozformowane, a ich żołnierze przydzieleni do poszczególnych pułków formowanej dywizji. Większość jej składu osobowego stanowili Kozacy dońscy, kubańscy, terscy, syberyjscy, zabajkalscy i ussuryjscy; 40% z nich było ochotnikami z obozów jenieckich. Formowanie jednostki zostało zakończone 1 lipca 1943 a na jej dowódcę zatwierdzono awansowanego do stopnia generała dywizji von Pannwitza. Liczyła ona ok. 14 tys. Kozaków i ok. 4 tys. Niemców. Była podzielona na dwie brygady, I Dońską i II Kaukaską oraz siedem batalionów pomocniczych i wsparcia. Wśród nich tylko 5 Pułk Kawalerii Kozaków dońskich był dowodzony przez oficera pochodzenia kozackiego płk Iwana Kononowa, pozostałe pułki miały dowódców niemieckich. Każdy pułk liczył 2000 ludzi, w tym 150 żołnierzy niemieckich. Uzbrojony był w 5 dział przeciwpancernych (50 mm), 14 moździerzy 81 mm i 54 moździerzy 50 mm, 8 ciężkich i 60 lekkich karabinów maszynowych MG-42, niemieckie karabiny i pistolety maszynowe.
W Mochowie, niedaleko poligonu Milau, utworzono pułk rezerwy szkoleniowej Kozaków pod dowództwem pułkownika von Bosse. Pułk nie miał stałego składu i liczył w różnym czasie od 10 do 15 tysięcy Kozaków, którzy stale przybywali z frontu wschodniego i terenów okupowanych i po odpowiednim przeszkoleniu byli rozdzielani pomiędzy pułki dywizji. Przy pułku rezerwy szkoleniowej funkcjonowała szkoła podoficerska, kształcąca kadrę jednostek bojowych. Organizowano tu także Szkołę Młodych Kozaków – rodzaj korpusu kadetów, w którym przeszkolono kilkuset nastolatków, którzy stracili rodziców.
We wrześniu 1943 rozkazem szefa Sztabu Generalnego gen. Kurta Zeitzlera dywizja została skierowana do okupowanej Jugosławii w celu walki z oddziałami partyzanckimi Josipa Broz Tity, wspieranymi przez Brytyjczyków i Amerykanów. Wywołało to niezadowolenie Kozaków, którzy chcieli walczyć o swoje sprawy na własnej ziemi. Ponieważ wyjazd stał się sprawą drażliwą płk von Pannwitz w przemówieniu do Kozaków, wyjaśnił im, że konieczny jest ich udział w powstrzymaniu rodzącego się bolszewizmu w Jugosławii. A mowę zakończył słowami: Idziemy w bój, by zniszczyć komunizm i wywalczyć wolność dla Kozaków. Aby mieć pewność spacyfikowania wojowniczych nastrojów sprowadził z Berlina sędziwego carskiego generała Piotra Krasnowa, który w niemieckiej czapce i w carskim mundurze zachęcał Kozaków do walki z bolszewizmem także i w Jugosławii. To przekonało słuchaczy i oddziały kozackie wyjechały do Jugosławii 17 września 1943 . Natomiast z dywizji został wyłączony rezerwowy pułk kozacki ppłk. Stabienowa, który Niemcy przerzucili do okupowanej Francji do Plateau de Langres w departamencie Haute-Marne (zwalczał tam wraz z oddziałami niemieckimi SS i policji francuski ruch oporu).

### Działania bojowe
Do Jugosławii 1 Kozacka Dywizja Kawalerii przyjechała transportami kolejowymi przez Warszawę i Czechy. Rozładowała się w rejonie Osijek-Ruma i natychmiast skierowano ją do jej obszaru operacyjnego. Została tam podporządkowana niemieckiej 2 Armii Pancernej. Miała pełnić zadania ochronne i antypartyzanckie. Do pierwszej walki doszło 12 października 1943 w górach w rejonie miejscowości Fruška gora na zachód od Belgradu. Kozacy wspierani przez 15 czołgów i samochód pancerny zajęli wioskę Beocin, w której znajdował się sztab partyzancki. Stan dywizji na dzień 1 listopada 1943 liczył 18 555 ludzi, w tym 222 oficerów niemieckich, 14 315 kozaków i 191 oficerów kozackich. Dywizja była najbardziej „zrusyfikowaną” z regularnych formacji Wehrmachtu: dowódcami jednostek kawalerii bojowej - szwadronów i plutonów - byli Kozacy, a wszystkie polecenia wydawane były w języku rosyjskim. W kolejnych tygodniach dywizja ochraniała strategiczną dla Niemców linię kolejową Zagrzeb-Belgrad i dolinę rzeki Sawy.
Wespół z jednostkami niemieckimi brała udział w operacjach przeciwpartyzanckich, np. 1 Pułk Kawalerii Kozaków dońskich walczył w rejonie Sisaku wraz z oddziałami 11 Ochotniczej Dywizji Grenadierów Pancernych SS „Nordland”, zaś 2 Pułk Kawalerii Kozaków syberyjskich w rejonie Gory i Gliny wraz z niemiecką 371 Dywizją piechoty. Działania Kozaków w krótkim czasie doprowadziły do zniszczenia oddziałów partyzanckich na zajmowanych terenach. Zadecydowała o tym przede wszystkim duża mobilność i umiejętność walki w trudnym terenie, z czym nie radziły sobie oddziały niemieckie.
W tym czasie na terenie Jugosławii Kozacy dopuszczali się grabieży, pijaństwa, niszczenia domów a nawet gwałtów. Miało to wynikać z zarządzeniami dowództwa o samowystarczalności co prowadziło do rekwirowania chłopom koni, żywności, paszy, co często kończyło się masowymi rabunkami, oraz z przywileju grabieży jaki przysługiwał im od wieków.
Jednakże prawosławni Kozacy nie chcieli dłużej walczyć z prawosławnymi Serbami, więc skierowano ich do katolickiej Chorwacji, muzułmańskiej Bośni i nieprawosławnych rejonów Serbii. W maju 1944 II Kaukaska Brygada Kozacka brała udział w nieudanej operacji Rösselsprung. W tym samym czasie 2 Pułk Kawalerii Kozaków syberyjskich został okrążony przez jugosłowiańskich partyzantów, tracąc wielu zabitych i rannych. Dopiero przybycie pozostałych oddziałów dywizji pozwoliło Kozakom przerwać okrążenie. Na przełomie maja i czerwca 1944 dywizję odwiedził b. carski generał Fiodor F. Abramow, przywożąc pismo z poparciem dla jej działań od gen. Aleksieja P. Archangielskiego, stojącego przed wojną na czele Rosyjskiego Związku Ogólnowojskowego. W grudniu 1944 w rejonie miejscowości Pitomać w dolinie rzeki Drawy doszło do pierwszego starcia dywizji z Armią Czerwoną, które skończyło się wycofaniem oddziałów sowieckiej 233 dywizji strzeleckiej za rzekę.
25 lutego 1945 1 Kozacka Dywizja Kawalerii wraz z 2 Kozacką Dywizją Kawalerii (sformowaną na bazie II Kaukaskiej Brygady Kawalerii) i kozacką brygadą piechoty (płastuńską) współtworzyły XV Kozacki Korpus Kawalerii SS. W marcu część dywizji uczestniczyła skutecznie w jednej z ostatnich ofensyw niemieckich na południowym brzegu Balatonu przeciwko wojskom bułgarskim. W ostatnich tygodniach wojny dywizja wraz z pozostałymi jednostkami korpusu przedarła się do Austrii, w okolice Linzu we Wschodnim Tyrolu, aby uniknąć kapitulacji przed oddziałami partyzanckimi Josipa Broz Tity. 12 maja 1945 Kozacy w liczbie 25 tys. skapitulowali w okolicach Klagenfurtu przed brytyjską 11 Dywizją Pancerną. Wiadomość o przekazaniu jeńców Armii Czerwonej doprowadziła do starć i bójek między Kozakami a brytyjskimi strażnikami. Niemniej, Brytyjczycy nawet z użyciem siły przekazali w końcu maja 1945 w ręce Armii Czerwonej około 50 000 osób, wśród których byli jeńcy z 1 Kozackiej Dywizji Kawalerii. Generał von Pannwitz, 28 maja 1945 również został przekazany przez Brytyjczyków władzom radzieckim.

## Dowódcy dywizji
Dowódcy:
- gen. Helmuth von Pannwitz (1943–1944)[14]
- płk Konstantin Wagner (1944–1945)
- płk Hans-Gert von Baath (1945)
- płk Körner (1945)
- płk Konstantin Wagner (1945)
- płk Alexander von Bosse (1945)[13]

szef sztabu:
- mjr Joachim von Schultz[15]

## Skład organizacyjny
w listopadzie 1943 roku:
- 1 Kozacka Brygada Kawalerii (Dońska) – dowódca płk Hans von Wolff
  - 1 Doński Pułk Kawalerii
  - 2 Syberyjski Pułk Kawalerii
  - 4 Kubański Pułk Kawalerii
  - 1 Kozacki Batalion Artylerii Konnej
- 2 Kozacka Brygada Kawalerii (Kaukaska) – dowódca płk Alexander von Bosse[14]
  - 3 Kubański Pułk Kawalerii
  - 5 Doński Pułk Kawalerii
  - 6 Terecki Pułk Kawalerii
  - 2 Kozacki Batalion Artylerii Konnej

oraz: batalion zwiadowczy, batalion inżynieryjny, batalion łączności, batalion szkoleniowy i uzupełnień, batalion medyczny, kompania weterynaryjna.

## Umundurowanie
Żołnierze 1 Kozackiej Dywizji Kawalerii nosili niemieckie mundury. Podstawą była bluza i spodnie w kolorze feldgrau. Spodnie typu bryczesy różniły się od niemieckich lampasami które biegły przez całą długość szwu i barwione były w tradycyjne kolory kozackie. Do bryczesów nosili czarne oficerki z ostrogami. Na głowach nosili tradycyjne kozackie czapki futrzane, tzw. kubanki i wyższe od nich papachy w kolorze czarnym, których denka były w różnych kolorach odpowiadających poszczególnym rodzajom wojsk kozackich. Hełmów nie używali nawet w trakcie walki. U pasa często mieli podpięte kozackie szable (szaszka) w czarnych skórzanych pochwach. Nosili też baszłyki i burki, czyli sztywne peleryny z czarnej wielbłądziej wełny spięte metalową klamrą pod szyją.